# بيلوبس إسبرطي
بيلوبس (باليونانية: Πέλοψ) هو ملك لأسبرطة من سلالة يوريبونتيد وابن ليكورجوس.

## وصلات خارجية
- بوسانياس، وصف اليونان (باللغة الإنجليزية)